# Фергюсон, Генри Линдо
Сэр Генри Линдо Фергюсон (англ. Henry Lindo Ferguson; 7 апреля 1858, Лондон — 22 января 1948) — новозеландский офтальмолог. Педагог. Профессор университета Отаго (1909).

## Биография
Сын химика, основателя Королевского Дублинского химического общества, который был награждён золотой медалью общества за исследования нитрата серебра, послужившие базой для создания современной фотографии.
Переехал с семьей в Дублин. Получил образование в частных школах Ирландии, поступил в Королевский колледж в 1873 году в возрасте 15 лет. Через год был награждён одной из двух королевских стипендий за исследования в области промышленной химии. Принял решение заняться медициной и поступил в Тринити-колледж в Дублине, где стал золотым медалистом.
В 1880 году окончил медицинский факультет и стал стажироваться в области офтальмологии в глазной больнице Святого Марка в Дублине. Окончил аспирантуру в Германии.
В 1883 году из-за проблем со здоровьем, решил переехать в Данидин в Новой Зеландии. Сразу же по приезде был назначен почётным офтальмологом больницы в Данидине и с 1886 года в течение следующих 65 лет читал лекции по офтальмологии в местной медицинской школе.
Генри Линдо Фергюсон — создатель современной медицинской школы офтальмологии в Новой Зеландии. В мае 1914 года был избран деканом медицинского факультета университета Отаго. Занимался созданием современного медицинского училища, размещенного в новостройках прилегающих к больнице Данидин. В течение следующих 22 лет работал на этом посту.
В 1909 году Университет Отаго сделал его профессором офтальмологии в знак признания его 25-летней преподавательской деятельности. В 1924 году ему присвоено звание почётного члена Американской коллегии хирургов; в 1927 году он стал членом Королевского австралийского общества хирургов, в 1935 году Университет Мельбурна, избрал его почётным доктором.
В 1924 году был удостоен дворянского титула.